# Adriaan van Foreest
Adriaan van Foreest (genoemd 1424 – overleden te Haarlem voor 1433) was slotvoogd van het kasteel Ter Wijc bij Beverwijk.
Adriaan van Foreest werd geboren als zoon van Jan van Foreest en Ida Cuser van Oosterwijk. Hij had grond in leen bij Alphen in den Hoorn en Velzen, en erfde het slot Oosterwijk van zijn moeder. Hij trouwde met Aechte uten Haghe (vermeld als weduwe 1436 - overleden na 28 september 1458), dochter van Gherit uten Haghe (burgemeester van Velsen) en Gheertruyt. Zij kregen 7 kinderen, 2 dochters Wilhelmina en Ida, en 5 zonen, Willem, Jan, Coen, Jacob, en Dirk.
In de periode 1426 - 1428 wordt Adriaan van Foreest vermeld als poorter van Haarlem. In 1427 maakte hij onderdeel uit van het Haarlems Legioen dat tijdens het Utrechts Schisma vocht aan de zijde van Filips de Goede en (kandidaat) bisschop Zweder van Culemborg tegen paus Martinus V en zijn gunsteling Rhabanus van Helmstatt. Onder aanvoering van zijn broer Herpert nam Adriaan van Foreest onder andere deel aan de verovering en plundering van het pausgezinde Bunschoten in december 1427.